# Наврузов, Гаджи Надирович
Гаджи́ Нади́рович Навру́зов (род. 11 апреля 1989, Махачкала / Усухчай, Докузпаринский район, Дагестан, Россия), более известный как Гаджи́ «Автома́т» («Автома́т» Гаджи́) — российский профессиональный боец, выступающий в тяжёлой / супертяжёлой весовой категории на турнирах по кулачным боям, классическому боксу, боксу в перчатках для смешанных единоборств, тайскому боксу и кикбоксингу. В прошлом — профессиональный футболист, центральный защитник.
Наибольшую известность получил благодаря участию в российской лиге кулачных боёв Top Dog FC, где выступал с февраля 2020 по февраль 2021 года. Являясь по стилю ведения боя панчером, обладающим на голых кулаках сокрушительной силой удара с обеих рук, заработал репутацию непобеждённого нокаутёра, поединки которого в целом принесли данной организации 14 миллионов просмотров на её канале на YouTube. В декабре 2021 и феврале 2022 года также завершил нокаутом оба своих поединка в украинской лиге кулачных боёв Mahatch FC, контракт с которой сделал его на тот момент самым высокооплачиваемым кулачным бойцом. В ноябре 2022 года провёл поединок в кулачной лиге Hardcore FC, в котором завоевал пояс временного чемпиона в супертяжёлом весе. В декабре того же года издание «Метарейтинг» разместило Наврузова на первом месте в списке десяти лучших кулачных бойцов России, а также удостоило его премии Meta MMA Russian Awards как лучшему бойцу года в поединках на голых кулаках.
В тайском боксе является мастером спорта России, членом сборной России (2016 — ФТБР, 2018 — ФМР), серебряным призёром чемпионата России 2016 года среди любителей, победителем любительского Кубка мира 2016 года по версии IFMA, а также обладателем пояса чемпиона мира 2018 года по версии WMF среди полупрофессионалов. В кикбоксинге становился серебряным призёром любительского Кубка мира 2016 года по версии WAKO в разделе К-1 и победителем любительского чемпионата России 2019 года по К-1 по версии WAK-1F. В ноябре 2021 года с победы дебютировал в профессиональном боксе.
Спортивную карьеру начал в футбольной академии московского клуба «Динамо», в которой первоначально выступал на позициях центрального и правого полузащитника за дублирующую команду, а затем перешёл в основную детскую команду из игроков 1989 года рождения, где со временем был назначен капитаном и начал выступать в роли крайнего и центрального защитника. В 2007 году стал профессиональным футболистом и впоследствии смог закрепиться в качестве основного центрального защитника в российских клубах «Спортакадемклуб», «СКА-Энергия» и «Волга» (Тверь), участвуя в 1-м, 2-м и 3-м дивизионах, а также Кубке России. В начале 2012 года начал активно совмещать футбол с занятиями боевыми единоборствами, с которыми отец познакомил его ещё в детстве. В 2014 году завершил футбольную карьеру.

## Биография
Родился 11 апреля 1989 года в Дагестане (по одним данным — в Махачкале, по другим — в селе Усухчай Докузпаринского района), где поступил в детский сад. В возрасте около 7-8 лет вместе с семьёй переехал в Москву, в которой учился и проживает по сей день.
Отец — Надир Сабирович Наврузов — является заслуженным тренером России по тайскому боксу и судьёй, с 1997 по 2008 годы возглавлял Федерацию тайского бокса города Москвы (ФТБМ). Мать по профессии является бухгалтером. Отец по национальности лезгин, мать — даргинка. Несмотря на попытки отца вызвать у сына интерес к тайскому боксу, Гаджи рос домашним, добрым ребёнком, равнодушно относился к боям и занимался игрой в шахматы, а затем решил начать заниматься футболом после обидного случая, когда сыграл во дворе со старшими ребятами на позиции вратаря и был выгнан ими за пропущенный гол.

## Kарьера в футболе
Для получения футбольного образования Наврузов поступил в академию московского клуба «Динамо». Выступать начал на позициях центрального и правого полузащитника за «Динамо-3» — дублирующий состав, находившийся во 2-й лиге среди школьных команд. Спустя два года Наврузов был переведён в первую команду «Динамо» среди детей 1989 года рождения, в которой затем получил статус капитана, стал постепенно выступать в качестве крайнего защитника, а с ростом своих антропометрических параметров и вовсе переквалифицировался в центрального защитника. Потом на год отправился в детско-юношескую школу «Трудовые резервы», для того чтобы в будущем поступить на высшее образование в Российский государственный университет физической культуры, спорта и туризма (РГУФКСиТ, РГУФК, РГУФКиС, РГУФКСМиТ), который впоследствии окончил со специальностью «Игровые виды спорта».

### «Спортакадемклуб», дебют в 3-м и 2-м дивизионах, а также Кубке России
Первым профессиональным клубом Наврузова стал московский «Спортакадемклуб», который поддерживается университетом РГУФКСиТ и сформирован в основном из игроков, являющихся его студентами. В этом клубе футболист продолжил выступать на позиции центрального защитника и сначала для получения игровой практики был отправлен в резервную команду («Спортакадемклуб-2», «Спортакадемклуб-М»), выступавшую в 3-м дивизионе. Проведя за резервный состав сезоны 2007 и 2008 3-го дивизиона, Наврузов был переведён уже в основную команду «Спортакадемклуба» из 2-го дивизиона. К приходу Наврузова основная часть бюджета клуба финансировалась санкт-петербургским «Зенитом» (многократным чемпионом и самым богатым клубом России), главным тренером первой команды являлся Константин Сарсания (совмещавший должности главного тренера «Спортакадемклуба» и спортивного директора «Зенита»), а в её состав для поддержки молодых футболистов были приглашены более опытные и мастеровитые игроки, благодаря чему в 2007 году клуб впервые в своей истории сумел стать победителем западной зоны 2-го дивизиона и пробиться в 1-й дивизион, а затем отыграть в нём сезон 2008, по итогам которого должен был участвовать в этом дивизионе и в следующем сезоне. Однако из-за финансовых проблем, вызванных мировым экономическим кризисом, клуб лишился финансирования от «Зенита» и остался с предельно низким бюджетом, не позволявшем участвовать в 1-м дивизионе, вследствие чего был вынужден сняться с него, вернуться во второй дивизион и сыграть там сезон 2009 уже с новым главным тренером Павлом Макеевым, крайне скромной финансовой поддержкой от РГУФКСиТа и ограниченным составом игроков, получавших в клубе весьма скудный оклад (у Наврузова, по его собственным словам, он составлял 7 тысяч рублей).
Свой дебют за основную команду во 2-м дивизионе Наврузов провёл уже 18 апреля в победном матче первого тура против мурманского клуба «Север» (2:1), в котором вышел в стартовом составе, однако получил жёлтую карточку на 12-й минуте первого тайма и затем вынужденно покинул поле на 27-й минуте. В дальнейшем, несмотря на жёсткую манеру своей игры, Наврузов сумел стать прочным игроком основы, выйдя на замену лишь в одном матче из 22, в которых в целом получил 11 жёлтых карточек и ни одной красной. Также 14 мая он сыграл в своём первом розыгрыше Кубка России, проведя на поле все 90 минут без штрафных карточек в матче 1/128 финала, который, впрочем, стал для его команды единственным на этом турнире из-за поражения от московского «Торпедо-ЗИЛ» со счётом 1:3. По итогам сезона 2009, несмотря на финансовый и кадровый кризис в команде, «Спортакадемклубу» удалось сохранить прописку во 2-м дивизионе на следующий сезон.

### «СКА-Энергия» и дебют в 1-м дивизионе
Сумев в 2009 году закрепиться в основном составе «Спортакадемклуба» в дебютном для себя сезоне 2-го дивизиона и остаться в нём вместе с командой на сезон 2010, Наврузов добился предложений от клубов более высокого уровня, таких как краснодарские «Кубань» и «Краснодар», а также хабаровский «СКА-Энергия» (с 2016 года — «СКА-Хабаровск»), каждый из которых на тот момент находился в 1-м дивизионе. Кроме того, обсуждалась возможность его перехода в один из ведущих клубов чемпионата России — московский «ЦСКА», но при условии изначального выступления за дублирующий состав команды, что не устроило футболиста. В итоге в марте 2010 года Наврузов, получавший в «Спортакадемклубе» скудную зарплату размером 7 тысяч рублей, перешёл в клуб «СКА-Энергия», предложивший финансово наиболее выгодный контракт сроком на 2 года, который позволил футболисту за три месяца заработать свой первый миллион рублей, а в рекордный заработок (с учётом бонусов) — около полумиллиона рублей за месяц. Зарекомендовавшему себя в качестве жёсткого центрального защитника, ему не составило большого труда найти общий язык с главным тренером команды — Сергем Горлуковичем, поскольку тот сам как раз отличался жёсткими методами работы, а также принципиальным намерением держать в команде исключительно жёстких, физически крепких футболистов, что в совокупности с желанием, трудоспособностью и игровой позицией Наврузова сыграло определяющую роль в решении подписать контракт именно с ним вместо одного из 15—20 других игроков, претендовавших на его место во время просмотра на сборах. Кроме того, в команде он крепко сдружился с защитником Андреем Семёновым (будущим игроком сборной России), с которым в то время проживал в одной квартире в Хабаровске и общается до сих пор.
Дебют Наврузова в сезоне 2010 1-го дивизиона состоялся 10 апреля в матче четвёртого тура против краснодарской «Кубани», в котором он отыграл без штрафных карточек все 90 минут, завершившихся безголевой ничьей. В последующих матчах за «СКА-Энергия», как и в предыдущем клубе, Наврузов стал регулярным игроком основы, сумев без особых сложностей адаптироваться в новой для себя команде из другого города и более сильного дивизиона. Так, в целом в сезоне лиги он сыграл в 21 матче, за которые лишь дважды вышел на замену и отметился девятью жёлтыми карточками без единой красной. Также 1 июля он смог во второй раз в своей карьере поучаствовать в розыгрыше Кубка России, полностью отыграв 2 основных и 2 дополнительных тайма в матче 1/32 финала против южно-сахалинского клуба «Сахалин», в котором отметился одной жёлтой карточкой и в игровое время добился вместе с командой ничьи со счётом 1:1, уступив лишь в серии послематчевых пенальти (3:2). В итоге с Наврузовым «СКА-Энергия» смогла завершить сезон 2010 с 53 очками и остановиться в одной строчке от попадания в десятку лучших в турнирной таблице 2-го дивизиона, что позволило ей не только остаться в нём на следующий сезон, но и превзойти результат предыдущего сезона, в котором без Наврузова ей удалось занять в таблице лишь 15-е место с 47 очками, остановившись в одной строчке от зоны вылета.
Удачное начало карьеры Наврузова в 1-м дивизионе, однако, было омрачено длительным восстановлением после травмы и операций, из-за чего он был вынужден полностью пропустить сезон 2011/12.

### Матч против «Спартака» (Москва) и возвращение в «Спортакадемклуб»
Негативный опыт с затянувшейся реабилитацией после травмы и операций, появившихся в самый разгар карьеры Наврузова, и пропуском сезона 2011/12 привёл к тому, что спортсмен охладел к занятию профессиональным футболом. Восстановив здоровье, он вернулся в боевые единоборства, с которыми благодаря отцу был знаком ещё с детства, и начал активно заниматься кикбоксингом и тайским боксом, постепенно выступая на соревнованиях (в феврале 2012 — по кикбоксингу, а в феврале 2013 — по тайскому боксу). Между этим Наврузов продолжал поддерживать футбольную форму: по окончании контракта с «СКА-Энергия», который действовал до конца сезона 2011/12, он получил статус свободного агента и смог сыграть 30 июня 2012 года в товарищеском матче за московский «Торпедо» из 1-го дивизиона, выйдя на 60-й минуте встречи против московского «Спартака» — серебряного призёра минувшего сезона чемпионата России. Матч был ознаменован дебютом на открытом стадионе для новоиспечённого на тот момент главного тренера «спартаковцев» — Унаи Эмери, который неожиданно возглавил российскую команду после того, как в третий раз подряд сумел вывести свой предыдущий клуб на третье место в чемпионате Испании, пропустив вперёд лишь «Барселону» и «Реал Мадрид». Вынужденный противостоять таким игрокам, как Динияр Билялетдинов, Эммануэль Эменике и Деми де Зеув, Наврузов сумел провести отведённые ему полчаса на поле без штрафных карточек, а встреча завершилась победой «Спартака» со счётом 3:0. Также с ноября 2012 по март 2013 года он сыграл 3 матча за молодёжную команду махачкалинского «Анжи» в молодёжном первенстве России, в мае 2013 года выступил в 2 матчах любительского чемпионата России в формате «8 на 8», а затем вернулся в состав родного «Спортакадемклуба», приняв участие в апрельско-ноябрьском сезоне 3-го дивизиона (формально любительского), в который команда выбыла задолго до возвращения Наврузова (уже на следующий сезон после его перехода в «СКА-Энергия» в 2010 году). Однако количество матчей, проведённых им за «Спортакадемклуб» в сезоне 2013, остаётся неизвестным. Известно лишь то, что он выступил в стартовом составе в центральном матче 9-го тура против московского клуба «Квазар», которому «Спортакадемклуб» уступил со счётом 1:7.

### «Волга» (Тверь), матч против «Динамо» (Москва) и завершение карьеры
Не играв в официальных матчах на уровне выше 3-го дивизиона с 17 октября 2010 года, со дня матча 36-го тура 1-го дивизиона за «СКА-Энергия», Наврузов неожиданно получил звонок от своего друга Петра Устинова, вратаря тверского клуба «Волга», предложившего перейти в его команду, в которой на тот момент готовились к начинавшемуся в июле 2013 года сезону 2013/14 2-го дивизиона и нуждались в центральном защитнике. Несмотря на то, что Наврузов уже не испытывал страсти к футболу и был сфокусирован на боевых единоборствах, он всё же откликнулся на предложение и после первой же тренировки заключил с «Волгой» контракт.
Дебютировать за новый клуб Наврузов смог уже 15 июля в матче стартового тура лиги против смоленского «Днепра», в котором отыграл все 90 минут, не получив ни одной штрафной карточки и одержав с командой победу со счётом 2:1. Практически во всех остальных матчах за «Волгу», как и в предыдущих клубах, он являлся крепким игроком основы и за полгода провёл в лиге 20 матчей, за которые в целом выходил на замену лишь 2 раза и отметился 7 жёлтыми карточками, сумев помочь команде остаться во 2-м дивизионе на следующий сезон. 11 августа также состоялся товарищеский матч против московского «Динамо», возглавляемого Даном Петреску. Наврузов сыграл с первой минуты второго тайма, противостоя таким нападающим, как Кевин Кураньи и Фёдор Смолов, а сама встреча завершилась поражением «Волги» со счётом 1:2. Последняя игра Наврузова в сезоне 2013/14 прошла за месяц до его окончания — 1 мая 2014 года, когда после шестимесячного перерыва (впервые с 5 ноября 2013 года, дня матча 24-го тура 2-го дивизиона) он вышел на замену на 70-й минуте встречи 28-го тура 2-го дивизиона против владимирского «Торпедо», которому «Волга» уступила со счётом 0:2. По завершении первого сезона за тверской клуб Наврузов окончательно потерял интерес к профессиональному футболу и принял решение завершить карьеру, после чего полностью посвятил себя занятию боевыми единоборствами.

### Статистика выступлений
| Клуб                                              | Лига             | Сезон            | Лига | Лига | Кубок России | Кубок России | Всего | Всего |
| Клуб                                              | Лига             | Сезон            | Игры | Голы | Игры         | Голы         | Игры  | Голы  |
| ------------------------------------------------- | ---------------- | ---------------- | ---- | ---- | ------------ | ------------ | ----- | ----- |
| Спортакадемклуб-2 / Спортакадемклуб-М (фарм-клуб) | 3-й дивизион     | 2007             | ?    | ?    | ?            | ?            | ?     | ?     |
| Спортакадемклуб-2 / Спортакадемклуб-М (фарм-клуб) | 3-й дивизион     | 2008             | ?    | ?    | ?            | ?            | ?     | ?     |
| Спортакадемклуб                                   | 2-й дивизион     | 2009             | 22   | 0    | 1            | 0            | 23    | 0     |
| СКА-Энергия                                       | 1-й дивизион     | 2010             | 21   | 0    | 1            | 0            | 22    | 0     |
| СКА-Энергия                                       | 1-й дивизион     | 2011/12          | 0    | 0    | 0            | 0            | 0     | 0     |
| Спортакадемклуб                                   | 3-й дивизион     | 2013             | ?    | ?    | ?            | ?            | ?     | ?     |
| Волга (Тверь)                                     | 2-й дивизион     | 2013/14          | 20   | 0    | 0            | 0            | 20    | 0     |
| Всего за карьеру                                  | Всего за карьеру | Всего за карьеру | 63   | 0    | 2            | 0            | 65    | 0     |

## Карьера в боевых единоборствах

### Кикбоксинг
10 февраля 2012 года Наврузов провёл поединок по кикбоксингу в разделе K-1 на одном из турниров серии Corona Cup, который прошёл по профессиональным правилам в клубе «Корона» на улице Новый Арбат в Москве. В нём он выступил в весе до 92 кг против сербского бойца Златко Станоевича, также дебютанта, и одержал победу техническим нокаутом в четвёртом раунде в связи с отказом секунданта соперника от продолжения боя. В сентябре 2016 года в Анапе Наврузов выступил в весе свыше 91 кг на любительском Кубке мира по кикбоксингу по версии WAKO (World Cup Diamond/Kickboxing WAKO), на котором завоевал серебряную медаль в разделе K-1. В апреле 2019 года в Москве, выступая в той же весовой категории, стал победителем любительского чемпионата России по кикбоксингу К-1, организованного Федерацией К-1 России от Всемирной любительской федерации К-1 (WAK-1F, World Amateur K-1 Federation).
17 февраля 2023 года, спустя 11 лет после дебюта, Наврузов провёл в тяжёлом весе свой второй поединок в профессиональном кикбоксинге К-1. Он состоялся в качестве соглавного события вечера на арене «Минск-Арена» в Минске, Беларусь, на турнире «ФКР Про 3», носящем подзаголовок «Минский рубеж» и организованном при совместном сотрудничестве Федерации кикбоксинга России (ФКР), белорусской лиги BFC (Belarusian Fighting Championship), Белорусской Федерации кикбоксинга и тайландского бокса, а также российского федерального телеканала «РЕН ТВ», который транслировал бой в прямом эфире в рамках шоу «Бойцовский клуб РЕН ТВ». Соперником Наврузова выступил бразилец Фернандо Родригес — бывший чемпион лиг смешанных единоборств KSW и Superior Challenge в тяжёлом весе, который в августе 2022 года провёл против Наврузова ничейный выставочный поединок по боксу в перчатках для смешанных единоборств, а в ноябре того же года на первом турнире «ФКР Про» завершил поражением свой единственный профессиональный бой по кикбоксингу (0-1). В итоге в самом начале первого раунда Наврузов получил перелом руки, из-за которого не смог продолжить 3-раундовый поединок, вследствие чего ему было присуждено формальное поражение техническим нокаутом. Восстановление от данной травмы займёт до года.

### Тайский бокс
В феврале 2013 года Наврузов принял участие в своём первом любительском соревновании по тайскому боксу — Кубке Москвы, на котором выступил в тяжёлой весовой категории и уступил своему сопернику единогласным решением судей в кровопролитном поединке, получив перелом носа в середине боя. С 2016 года на любительских соревнованиях он начал неизменно выступать уже в супертяжёлом весе (свыше 91 кг). Так, в апреле, представляя спортивный клуб высшего университета «Синергия» (который он окончил в 2021 году со степенью бакалавра по специальности «Менеджмент в спортивном маркетинге»), Наврузов принял участие в любительском чемпионате Москвы, на котором провёл три поединка, уступив в финале решением судей, что позволило ему завоевать серебряную медаль и войти в сборную столицы. В июле в её составе он завоевал серебряную медаль на любительском чемпионате России в Москве, где одержал досрочные победы в первых двух поединках, второй из которых обернулся для него самой болезненной травмой в карьере: в динамике боя он пропустил удар коленом в область рёбер и после победы, как ни в чём не бывало, отправился домой для отдыха перед финальным поединком против Кирилла Корнилова, ощутив последствия удара лишь ночью, когда проснулся от невозможности нормально дышать и передвигаться. Для того чтобы спортсмен не упустил шанс получить звание мастера спорта, утром после инъекции обезбаливающего тренерский штаб позволил ему поучаствовать в финале хотя бы формально, снявшись с боя вскоре после выхода. По окончании процедуры взвешивания и осмотра врачом Наврузову диагностировали перелом рёбер, однако после очередной инъекции обезбаливающего он был допущен до поединка. Тем не менее, не желая ударить в грязь лицом во время прямого эфира, он не стал сниматься с финала сразу после выхода и, несмотря на отсутствие возможности полноценно дышать и наносить удары, сумел продержаться до третьего раунда, в ходе которого, однако, рефери всё же принял решение остановить бой. Несмотря на поражение, за характер, проявленный на турнире, Наврузов получил специальный кубок «За волю к победе!». Кроме того, серебряная медаль на чемпионате России позволила ему войти в сборную страны от Федерации тайского бокса-муайтай России (ФТБР), которую он с успехом представил в ноябре того же года, став победителем любительского Кубка мира по версии IFMA, который проходил в Казани. В целом на Кубке мира сборная завоевала 15 золотых медалей и, таким образом, заняла первое место в общекомандном зачёте. Также золотая медаль позволила Наврузову получить право на участие во Всемирных играх 2017 во Вроцлаве, Польша, однако на этих соревнованиях он не выступил.
31 марта 2017 года в Грозном, имея в своей статистике два победных профессиональных поединка по тайскому боксу (информация о которых недоступна), Наврузов стал победителем супербоя на втором международном профессиональном турнире в рамках лиги WHMC (World Hard Muay Thai Colosseum). Поединок проходил в весе свыше 93 кг, а свою победу спортсмен одержал техническим нокаутом на первой минуте третьего раунда над Комолом Турсуновым (9-6) из Узбекистана, не сумевшем продолжить бой из-за рассечения. В марте 2018 года в Бангкоке, выступая в той же весовой категории в составе сборной страны от Федерации муайтай России (ФМР), Наврузов завоевал пояс чемпиона мира по версии WMF среди полупрофессионалов, одержав на чемпионате досрочные победы нокаутом — в полуфинале над бразильцем и в финале над украинцем. В целом сборная получила 19 чемпионских наград, сумев тем самым занять первое общекомандное место на турнире. После столь эффектного завоевания титула Наврузову начали активно поступать предложения по поводу возможных дальнейших выступлений. Однако он решил приостановить спортивную карьеру, причиной чему стало рождение сына, а также приглашение на стабильную и высокооплачиваемую работу в личной охране предпринимателя Тимура Абдуллаева, на которой он провёл около года вместе с Арсланом Яллыевым, своим партнёром по сборной России.

### Кулачные бои

#### Top Dog FC
18 февраля 2020 года Наврузов дебютировал в Москве на втором турнире российской организации Top Dog FC, проводящей поединки без защитной амуниции (кроме бинтов на запястьях, предотвращающих травмы кистей) по кулачному бою, который в настоящее время признан Министерством спорта РФ официальным профессиональным видом спорта, турниры по которому проводятся под контролем Департамента кулачного боя Федерации бокса России. Противостоять Наврузову пришлось пусть и уступающему в весе на 18 кг, но более титулованному сопернику — Ярославу Ремыге, украинскому мастеру спорта международного класса по тайскому боксу. Тем не менее, уже на 20-й секунде поединка Наврузов сумел отправить оппонента в нокаут, нанеся удар левой рукой в висок, после чего начал оказывать ему первую помощь, укладывая в горизонтальное положение. Невзирая на это, рефери не предал значения конвульсиям спортсмена, ошибочно посчитал случившееся нокдауном и, дождавшись, пока тот поднимется на ноги, начал крайне неспешно проводить 10-секундный отсчёт, фактически растянув его до более 20 секунд. Дотянув до того момента, когда шатающийся спортсмен хотя бы как-то пришёл в себя, сам рефери, а также секунданты бойца, ко всеобщему негодованию, допустили продолжение боя. В течение последующих секунд Наврузов принялся жалеть соперника — нанёс несколько ударов не в полную силу, после чего, видя полную беспомощность Ремыги, так и вовсе на мгновение прекратил атаку и призвал рефери наконец остановить поединок, но тот сделал это лишь после того, как на 70-й секунде Наврузов вынужденно отправил оппонента на настил ринга во второй раз ударом правой рукой в челюсть. В итоге Наврузов удостоился бонуса «Лучший нокаут вечера», а его соперник после столь одностороннего поединка больше не выступал в Top Dog FC и перешёл в другую кулачную лигу — Hardcore FC.
Второй поединок Наврузова прошёл 12 мая в качестве главного боя вечера на третьем турнире, где его соперником стал россиянин Александр Калашников, который, в отличие от Наврузова, на тот момент имел опыт выступлений как в любительском, так и в профессиональном боксе, звание кандидата в мастера спорта по боксу, а также преимущество в весе на 22 кг. Несмотря на это, Наврузову удалось дважды за первый раунд отправить оппонента в нокдаун сначала с левой, а затем и с правой руки, после чего тот не смог продолжить поединок по итогам 10-секундного отсчёта рефери, который, следовательно, зафиксировал победу нокаутом на 30-й секунде. Наврузов снова получил бонус «Лучший нокаут вечера», а Калашников, равно как и предыдущий соперник Наврузова, не стал продолжать выступать в Top Dog FC и отправился в кулачную лигу Hardcore FC (а после — в Mahatch FC).
29 июля состоялся третий бой Наврузова. Он прошёл на четвёртом турнире против грузинского спортсмена Торнике Мамукашвили — кандидата в мастера спорта по боксу, согласившегося выступить на коротком уведомлении, для того чтобы Гаджи не остался без поединка после того, как перед этим от боя с ним по тем или иным причинам отказались 7 потенциальных соперников. Как и в предыдущих двух своих боях, Наврузов одержал победу нокаутом в первом раунде, отправив соперника в два нокдауна с левой руки в челюсть, после второго из которых тот не смог продолжить поединок. Наврузов в третий раз получил бонус за «Лучший нокаут вечера», а Мамукашвили с тех пор больше не участвовал ни в одной из кулачных организаций.
После серии из трёх ярких побед Наврузов являлся гарантированным претендентом на звание чемпиона самого тяжёлого дивизиона Top Dog FC и должен был провести титульный поединок в декабре того же года против «звёздного» соперника, поисками которого занималась лига. Тем не менее, чтобы с июля не простаивать долго без выступлений в ожидании боя за титул, он для поддержания своей формы вызвался поучаствовать 19 октября на пятом турнире, выйдя на замену неназванному травмированному профессиональному боксёру и сохранив тем самым для турнира бой тяжеловесов. В данном поединке, ставшем главным событием вечера, ему противостоял россиянин Павел Шульский — мастер спорта по боксу, сумевший в итоге стать единственным бойцом, который смог продержаться с ним до финального гонга. Наврузов сумел четыре раза отправить оппонента в нокдаун ударами в челюсть (трижды — в первом раунде) и при этом сам не оказаться в нём ни разу, одержав победу единогласным решением судей. Столь яркий поединок получил звание «Самый зрелищный бой вечера», был назван «Боем года» в Top Dog FC и стал первым боем в истории этой организации, который вошёл в её зал славы. Кроме того, он принёс широкую известность Шульскому, набрав на YouTube-канале лиги 5,5 миллиона просмотров, и стал для него единственным поражением в боях на голых кулаках — в отличие от предыдущих соперников Наврузова, Шульский продолжил активно участвовать в Top Dog FC и провёл там ещё 3 поединка, в каждом из которых одержал победу. Впоследствии неоднократно планировалось проведение реванша между Наврузовым и Шульским либо на голых кулаках (первоначально в самой лиге Top Dog FC, затем — на её совместном турнире с Mahatch FC), либо в стандартных боксёрских перчатках в рамках «Бойцовского клуба РЕН ТВ» или в перчатках для смешанных единоборств в организации «Наше Дело».
После того, как запланированный на декабрь титульный бой был перенесён из-за сложностей с подписанием «звёздного» соперника (в качестве которого лигой также рассматривались Алексей Кудин, Иван Штырков, а затем и Павел Шульский), Наврузов столкнулся с очередным длительным простоем в боях и смог добиться того, чтобы провести ещё один рядовой поединок. Он состоялся 11 февраля 2021 года на седьмом турнире, на котором соперником Наврузова выступил Сергей Алексеевич, белорусский профессиональный боец смешанных единоборств и мастер спорта по тайскому боксу и кикбоксингу. Алексеевичу удалось продержаться до окончания первого раунда, однако на первой минуте второго Наврузов отправил его в нокдаун с помощью джеба с левой руки, после чего ему была присуждена победа нокаутом из-за неспособности Алексеевича продолжать данный бой. После поединка с Наврузовым белорусский спортсмен выступил в Top Dog FC ещё один раз (на девятом турнире), но тоже неудачно.
Столкнувшись в третий раз с многомесячным простоем без выступлений, Наврузов в июле того же года был вынужден покинуть Top Dog FC из-за частых переносов лигой боя за титул и затягиваний с его проведением, нежелания лиги во время затянувшегося ожидания титульного боя устраивать для спортсмена рядовые поединки (последние два из них ему пришлось буквально выпрашивать) или хотя бы позволять ему для поддержания формы выступать в перчатках в других организациях, а также скромных гонораров, не соответствующих уровню лучшего бойца лиги и непобеждённого нокаутёра с миллионными рейтингами просмотров.
Будучи панчером, способным нанести сопернику сокрушительный удар как с правой, так и с левой руки, Наврузов по итогам пяти своих поединков не только одержал победу во всех из них, но и отметился в каждом как минимум одним нокдауном, сам не получив ни одного. В четырёх боях он победил нокаутом, а в трёх первых подряд удостоился бонуса «Лучший нокаут вечера». Также каждый бой с участием Гаджи насчитывает более 1,5 млн просмотров на канале Top Dog FC на YouTube, тогда как их общая просматриваемость на канале лиги находится на отметке в 14 млн.

#### Mahatch FC
3 сентября 2021 года было объявлено о подписании Гаджи Наврузовым контракта с украинской кулачной лигой Mahatch FC, рассчитанного на 1 год и 2 месяца с обязательством проведения трёх поединков, первый из которых был запланирован на декабрь. Финансовые условия контракта, по словам Наврузова, в 3-4 раза превысили предложения других организаций и сделали его на тот момент самым высокооплачиваемым кулачным бойцом. В начале октября для подготовки к поединкам он вступил в команду United Russian Fighters (URF), в состав которой входят преимущественно бойцы из кулачной лиги Hardcore FC.
Свой дебютный бой в Mahatch FC Наврузов провёл на восьмом турнире, который состоялся 14 декабря во Freedom Hall в Киеве в рамках главного события вечера. Его соперником стал один из сильнейших тяжеловесов лиги — украинский профессиональный боксёр Андрей Мовчан, до этого не имевший поражений в кулачных боях (2-0-1) и являвшийся на тот момент финалистом (а впоследствии — победителем) гран-при тяжеловесов. В первом раунде оба спортсмена не форсировали события, приступив к активным действиям во втором раунде, в котором Наврузов два раза подряд отправил оппонента в нокдаун джебом с левой руки. После 10-секундного отсчёта рефери Мовчан не смог восстановиться для продолжения поединка, что в результате было признано победой Наврузова нокаутом на 22-й секунде второй минуты второго раунда.
Второй поединок Наврузова состоялся на девятом турнире 19 февраля в городе Бровары в торгово-развлекательном центре «Терминал» и, равно как и его предыдущий бой, прошёл в качестве главного события вечера. В нём он выступил против азербайджанского профессионального боксёра и кикбоксера Замига Атакишиева, над которым сумел одержать победу нокаутом на 52-й секунде первого раунда, деморализовав болезненными ударами в голову и корпус.
После этого планировалось, что свой третий поединок под эгидой Mahatch, оставшийся по контракту, Наврузов проведёт 19 марта в киевском Дворце спорта на дебютном международном турнире дочерней организации — Mahatch Global. Бой должен был пройти в стойке в перчатках для смешанных единоборств, однако из-за боевых действий на Украине турнир не состоялся.

#### Hardcore FC
25 октября 2022 года было объявлено о том, что 8 ноября Гаджи Наврузов проведёт свой первый поединок в кулачной лиге Hardcore FC, в котором выступит против Ивана Смирнова (4-0-0) за пояс временного чемпиона в супертяжёлом весе, выйдя на замену травмированному Денису Недашковскому (5-2-0). В итоге в 5-раундовом бою победу единогласным решением судей одержал Наврузов, отправив соперника в два нокдауна во втором раунде и сам не пропустив ни одного. После завоевания чемпионского пояса сложнейшего дивизиона одной из ведущих кулачных организаций Наврузов в декабре того же года был размещён изданием «Метарейтинг» на первое место в списке десяти лучших кулачных бойцов России, а также стал обладателем премии Meta MMA Russian Awards как «Лучший боец года в поединках на голых кулаках».

### Классический бокс
Весной 2021 года Наврузов был приглашён для участия в открытом боксёрском спарринге против Вячеслава Дацика, который, однако, в первом же раунде был остановлен супругой Дацика после двух нокдаунов, пропущенных им от Гаджи. Данный спарринг получил широкую огласку в средствах массовой информации и набрал 3,5 миллиона просмотров на YouTube-канале True Gym MMA (одном из ведущих русскоязычных каналов о боевых единоборствах), после чего Гаджи поступили предложения от Федерации бокса России и других боксёрских организаций.
Вскоре после нашумевшего боксёрского спарринга, 8 июня 2021 года, Наврузов подписал профессиональный боксёрский контракт с промоутерской компанией «Русь», президентом которой является Григорий Дрозд. Несмотря на то, что его дебютный поединок должен был быть анонсирован лишь в течение последующих недель, на той же неделе, 11 июня, стало известно, что свой дебют он проведёт уже 25 числа против бразильца Фабио Мальдонадо (26-4), выйдя на коротком уведомлении на замену вместо Арслана Яллыева, получившего травму в процессе подготовки к бою с Мальдонадо. Поединок планировалось провести в игровой зоне «Красная Поляна» на площадке WOW Arena в Сочи, а трансляцию — на федеральном телеканале «Матч ТВ», но из-за двойного заражения Гаджи коронавирусом и длительного восстановления от него дебют пришлось отложить. Следующей объявленной датой его дебюта стало 5 ноября, а соперник был заменён на россиянина Евгения Орлова (17-16-1), который первоначально должен был провести с Наврузовым 6-раундовый поединок на той же площадке. Однако по причине коронавирусных ограничений его вынужденно перенесли на 26 ноября, при этом количество раундов в поединке было снижено с 6 до 4. Также изменилось место проведения — им стала студия федерального телеканала «РЕН ТВ» в Москве, где в конце концов и состоялся дебют Наврузова, став соглавным событием вечера на турнире «Бойцовский клуб РЕН ТВ». Несмотря на подавляющее преимущество Орлова в опыте, весе и росте (145 кг и 207 см против 112 кг и 189 см), Наврузов смог нанести сопернику большее количество точных ударов и одержал в своём дебюте победу решением большинства судей (40-36, 39-37, 38-38). После поединка Орлов был доставлен в больницу в связи с трещинами нескольких рёбер и травмой челюсти.
В 2022 году Наврузов подписал контракт, рассчитанный на три поединка, с новоиспечённой боксёрской лигой Hardcore Boxing от организации кулачных боёв Hardcore FC. Свой первый поединок в лиге он провёл 15 июня в рамках её дебютного турнира, а его соперником выступил боец смешанных единоборств Ислам Каримов, дебютировавший в профессиональном боксе с поражения (0-1) в другой организации в мае. 4-раундовый поединок против Каримова стал главным событием выпуска на YouTube-канале лиги и завершился победой Наврузова единогласным решением судей.
Второй бой Наврузова в Hardcore Boxing состоялся 23 июля против Ивана Смирнова, кулачного бойца Hardcore FC, который на первом турнире Hardcore Boxing с поражения провёл свой профессиональный боксёрский дебют (0-1). В итоге в 4-раундовом поединке между Наврузовым и Смирновым была зафиксирована ничья, которая стала первой в профессиональной бойцовской карьере для обоих спортсменов.
Свой третий поединок в лиге Hardcore Boxing Наврузов должен был первоначально провести 24 сентября 2022 года против Тимура Слащинина, чемпиона кулачной лиги Hardcore FC и мастера спорта по боксу, имевшего в профессиональном боксе 1 победный и единственный поединок (1-0) в другой организации, однако бой был перенесён на 25 декабря того же года. По итогам 4-раундового поединка, ставшего соглавным событием вечера, победа решением большинства судей была присуждена Слащинину, что, таким образом, нанесло Наврузову первое формальное поражение за его карьеру не только в классическом боксе, но и на профессиональном уровне во всех дисциплинах. Команда Наврузова назвала объявленное решение «позорным» и посчитала его откровенным засуживанием своего бойца, подав протест с просьбой пересмотреть или как минимум аннулировать результат, однако он был оставлен без изменений.

### Другие единоборства
Наврузов участвовал на любительском чемпионате Москвы по смешанным единоборствам, на котором потерпел поражение решением судей (каким именно — не уточняется).
13 июля 2022 года было объявлено, что 5 августа Наврузов дебютирует в качестве профессионального бойца смешанных единоборств, выступив в Москве в рамках «Бойцовского клуба РЕН ТВ» против бразильца Фернандо Родригеса (13-8-0), бывшего чемпиона лиг KSW и Superior Challenge в тяжёлом весе. Однако в итоге поединок прошёл не в этом, а в выставочном формате — стойке с использованием только ударов руками в перчатках для смешанных единоборств, став для обоих спортсменов дебютом в боях по данной дисциплине. Первоначально он завершился поражением Наврузова раздельным решением судей, но после рассмотрения апелляции, поданной командой Наврузова, результат был изменён на ничью.

## Достижения в боевых единоборствах
Тайский бокс
- 2016 — Серебряный призёр чемпионата Москвы — любители, свыше 91 кг[9][87][88]
- 2016 — Серебряный призёр чемпионата России — любители, свыше 91 кг[88][89]
  - Также обладатель кубка «За волю к победе!» на этом турнире[12][91]
- 2016 — Победитель Кубка мира по версии IFMA (Казань, Россия) — любители, свыше 91 кг[84][92]
- 2018 — Обладатель пояса чемпиона мира по версии WMF[англ.] (Бангкок, Таиланд) — полупрофессионалы[англ.], свыше 93 кг[96][98][99]

Кикбоксинг
- 2016 — Серебряный призёр Кубка мира по версии WAKO[англ.] (Анапа, Россия) — любители, К-1, свыше 91 кг[66][74]
- 2019 — Победитель чемпионата России по К-1 по версии WAK-1F — любители, свыше 91 кг[75]

Кулачные бои
- 2020 — Трёхкратный автор «Лучшего нокаута вечера» в лиге Top Dog FC: TDFC 2[104], TDFC 3[6], TDFC 4[109]
- 2020 — Участник «Самого зрелищного боя вечера» в лиге Top Dog FC: TDFC 5[112][113]
- 2020 — Участник «Боя года» в лиге Top Dog FC: TDFC 5[113][114]
- 2020 — Участник «Боя зала славы» в лиге Top Dog FC: TDFC 5[109][112]
- 2022 — Обладатель пояса временного чемпиона лиги Hardcore FC в супертяжёлом весе[145]
- 2022 — Обладатель премии Meta MMA Russian Awards как «Лучший боец года в поединках на голых кулаках» по версии «Метарейтинг»[147][148]

## Статистика боёв

### Профессиональные
В классическом боксе
| 4 поединка, 2 победы (0 нокаутом), 1 поражение, 1 ничья. | 4 поединка, 2 победы (0 нокаутом), 1 поражение, 1 ничья. | 4 поединка, 2 победы (0 нокаутом), 1 поражение, 1 ничья. | 4 поединка, 2 победы (0 нокаутом), 1 поражение, 1 ничья. | 4 поединка, 2 победы (0 нокаутом), 1 поражение, 1 ничья. | 4 поединка, 2 победы (0 нокаутом), 1 поражение, 1 ничья. | 4 поединка, 2 победы (0 нокаутом), 1 поражение, 1 ничья. | 4 поединка, 2 победы (0 нокаутом), 1 поражение, 1 ничья. | 4 поединка, 2 победы (0 нокаутом), 1 поражение, 1 ничья. |
| Результат                                                | Рекорд                                                   | Дата                                                     | Соперник (рекорд до поединка)                            | Турнир                                                   | Место проведения                                         | Способ (раунды), время                                   | Комментарии | Видео                                                    |
| -------------------------------------------------------- | -------------------------------------------------------- | -------------------------------------------------------- | -------------------------------------------------------- | -------------------------------------------------------- | -------------------------------------------------------- | -------------------------------------------------------- | --- | -------------------------------------------------------- |
| Поражение                                                | 2-1-1                                                    | 25 декабря 2022                                          | Тимур Слащинин (1-0-0)                                   | Hardcore Boxing                                          | «ЦСКА Арена», Москва, Россия                             | Решение большинства судей (4)                            | Соглавный бой вечера. Команда Наврузова подала апелляцию с просьбой пересмотреть или как минимум аннулировать результат, однако он был оставлен без изменений | YouTube                                                  |
| Ничья                                                    | 2-0-1                                                    | 23 июля 2022                                             | Иван Смирнов (0-1-0)                                     | Hardcore Boxing                                          | Москва, Россия                                           | Решение судей (4)                                        | Главный бой выпуска | YouTube                                                  |
| Победа                                                   | 2-0-0                                                    | 15 июня 2022                                             | Ислам Каримов (0-1-0)                                    | Hardcore Boxing                                          | Москва, Россия                                           | Единогласное решение судей (4)                           | Главный бой выпуска | YouTube                                                  |
| Победа                                                   | 1-0-0                                                    | 26 ноября 2021                                           | Евгений Орлов (17-16-1)                                  | «Бойцовский клуб РЕН ТВ»                                 | Студия «РЕН ТВ», Москва, Россия                          | Решение большинства судей (4)                            | Соглавный бой вечера | YouTube                                                  |

В кулачных боях
| 8 поединков, 8 побед (6 нокаутом), 0 поражений. | 8 поединков, 8 побед (6 нокаутом), 0 поражений. | 8 поединков, 8 побед (6 нокаутом), 0 поражений. | 8 поединков, 8 побед (6 нокаутом), 0 поражений. | 8 поединков, 8 побед (6 нокаутом), 0 поражений. | 8 поединков, 8 побед (6 нокаутом), 0 поражений. | 8 поединков, 8 побед (6 нокаутом), 0 поражений. | 8 поединков, 8 побед (6 нокаутом), 0 поражений.                                              | 8 поединков, 8 побед (6 нокаутом), 0 поражений. |
| Результат                                       | Рекорд                                          | Дата                                            | Соперник (рекорд до поединка)                   | Турнир                                          | Место проведения                                | Способ (раунды), время                          | Комментарии                                                                                  | Видео                                           |
| ----------------------------------------------- | ----------------------------------------------- | ----------------------------------------------- | ----------------------------------------------- | ----------------------------------------------- | ----------------------------------------------- | ----------------------------------------------- | -------------------------------------------------------------------------------------------- | ----------------------------------------------- |
| Победа                                          | 8-0                                             | 8 ноября 2022                                   | Иван Смирнов (4-0-0)                            | Hardcore FC                                     | Москва, Россия                                  | Единогласное решение судей (5)                  | Главный бой вечера. Бой за пояс временного чемпиона Hardcore FC в супертяжёлом весе          | YouTube                                         |
| Победа                                          | 7-0                                             | 19 февраля 2022                                 | Замиг Атакишиев (дебют)                         | Mahatch FC 9                                    | ТРЦ «Терминал», Бровары, Украина                | Нокаут (1 из 3), 0:52                           | Главный бой вечера                                                                           | YouTube                                         |
| Победа                                          | 6-0                                             | 14 декабря 2021                                 | Андрей Мовчан (2-0-1)                           | Mahatch FC 8                                    | Freedom Hall, Киев, Украина                     | Нокаут (2 из 3), 1:22                           | Главный бой вечера                                                                           | YouTube                                         |
| Победа                                          | 5-0                                             | 11 февраля 2021                                 | Сергей Алексеевич (дебют)                       | Top Dog FC 7                                    | Москва, Россия                                  | Нокаут (2 из 3), 0:54                           |                                                                                              | YouTube                                         |
| Победа                                          | 4-0                                             | 19 октября 2020                                 | Павел Шульский (дебют)                          | Top Dog FC 5                                    | Москва, Россия                                  | Единогласное решение судей (3)                  | Главный бой вечера, бонус за самый зрелищный бой вечера, бой года, бой зала славы Top Dog FC | YouTube                                         |
| Победа                                          | 3-0                                             | 29 июля 2020                                    | Торнике Мамукашвили (дебют)                     | Top Dog FC 4                                    | Москва, Россия                                  | Нокаут (1 из 3), 0:51                           | Бонус за лучший нокаут вечера                                                                | YouTube                                         |
| Победа                                          | 2-0                                             | 12 мая 2020                                     | Александр Калашников (дебют)                    | Top Dog FC 3                                    | Москва, Россия                                  | Нокаут (1 из 3), 0:30                           | Главный бой вечера, бонус за лучший нокаут вечера                                            | YouTube                                         |
| Победа                                          | 1-0                                             | 18 февраля 2020                                 | Ярослав Ремыга (дебют)                          | Top Dog FC 2                                    | Москва, Россия                                  | Нокаут (1 из 3), 1:10                           | Бонус за лучший нокаут вечера                                                                | YouTube                                         |

В тайском боксе
| 3 поединка, 3 победы (не менее 1 нокаутом), 0 поражений. | 3 поединка, 3 победы (не менее 1 нокаутом), 0 поражений. | 3 поединка, 3 победы (не менее 1 нокаутом), 0 поражений. | 3 поединка, 3 победы (не менее 1 нокаутом), 0 поражений. | 3 поединка, 3 победы (не менее 1 нокаутом), 0 поражений. | 3 поединка, 3 победы (не менее 1 нокаутом), 0 поражений. | 3 поединка, 3 победы (не менее 1 нокаутом), 0 поражений. | 3 поединка, 3 победы (не менее 1 нокаутом), 0 поражений. | 3 поединка, 3 победы (не менее 1 нокаутом), 0 поражений. |
| Результат                                                | Рекорд                                                   | Дата                                                     | Соперник (рекорд до поединка)                            | Турнир                                                   | Место проведения                                         | Способ (раунды), время                                   | Комментарии                                              | Видео                                                    |
| -------------------------------------------------------- | -------------------------------------------------------- | -------------------------------------------------------- | -------------------------------------------------------- | -------------------------------------------------------- | -------------------------------------------------------- | -------------------------------------------------------- | -------------------------------------------------------- | -------------------------------------------------------- |
| Победа                                                   | 3-0                                                      | 31 марта 2017                                            | Комол Турсунов (9-6-0)                                   | WHMC 2 Generation                                        | Спортхолл «Колизей», Грозный, Россия                     | Технический нокаут: рассечение (3 из 3), 0:58            | Супербой, свыше 93 кг                                    | ВКонтакте                                                |
| Победа                                                   | 2-0                                                      | Неизвестно                                               | Неизвестно                                               | Неизвестно                                               | Неизвестно                                               | Неизвестно                                               | Неизвестно                                               | Неизвестно                                               |
| Победа                                                   | 1-0                                                      | Неизвестно                                               | Неизвестно                                               | Неизвестно                                               | Неизвестно                                               | Неизвестно                                               | Неизвестно                                               | Неизвестно                                               |

В кикбоксинге
| 2 поединка, 1 победа (1 нокаутом), 1 поражение. | 2 поединка, 1 победа (1 нокаутом), 1 поражение. | 2 поединка, 1 победа (1 нокаутом), 1 поражение. | 2 поединка, 1 победа (1 нокаутом), 1 поражение. | 2 поединка, 1 победа (1 нокаутом), 1 поражение. | 2 поединка, 1 победа (1 нокаутом), 1 поражение. | 2 поединка, 1 победа (1 нокаутом), 1 поражение. | 2 поединка, 1 победа (1 нокаутом), 1 поражение. | 2 поединка, 1 победа (1 нокаутом), 1 поражение. |
| Результат                                       | Рекорд                                          | Дата                                            | Соперник (рекорд до поединка)                   | Турнир                                          | Место проведения                                | Способ (раунды), время                          | Комментарии                                     | Видео                                           |
| ----------------------------------------------- | ----------------------------------------------- | ----------------------------------------------- | ----------------------------------------------- | ----------------------------------------------- | ----------------------------------------------- | ----------------------------------------------- | ----------------------------------------------- | ----------------------------------------------- |
| Поражение                                       | 1-1                                             | 17 февраля 2023                                 | Фернандо Родригес (0-1-0)                       | «ФКР Про 3»                                     | «Минск-Арена», Минск, Беларусь                  | Технический нокаут: травма (1 из 3), 0:15       | Соглавный бой вечера, по правилам K-1           | YouTube                                         |
| Победа                                          | 1-0                                             | 10 февраля 2012                                 | Златко Станоевич (дебют)                        | Corona Cup                                      | Клуб «Корона», Новый Арбат, Москва, Россия      | Технический нокаут: отказ секунданта (4 из 4)   | По правилам K-1, до 92 кг                       | YouTube (Раунд 1, Раунд 2, Раунд 3, Раунд 4)    |

### Выставочные
В боксе в перчатках для смешанных единоборств
| 1 поединок, 0 побед (0 нокаутом), 0 поражений, 1 ничья. | 1 поединок, 0 побед (0 нокаутом), 0 поражений, 1 ничья. | 1 поединок, 0 побед (0 нокаутом), 0 поражений, 1 ничья. | 1 поединок, 0 побед (0 нокаутом), 0 поражений, 1 ничья. | 1 поединок, 0 побед (0 нокаутом), 0 поражений, 1 ничья. | 1 поединок, 0 побед (0 нокаутом), 0 поражений, 1 ничья. | 1 поединок, 0 побед (0 нокаутом), 0 поражений, 1 ничья. | 1 поединок, 0 побед (0 нокаутом), 0 поражений, 1 ничья. | 1 поединок, 0 побед (0 нокаутом), 0 поражений, 1 ничья. |
| Результат                                               | Рекорд                                                  | Дата                                                    | Соперник (рекорд до поединка)                           | Турнир                                                  | Место проведения                                        | Способ (раунды), время                                  | Комментарии | Видео                                                   |
| ------------------------------------------------------- | ------------------------------------------------------- | ------------------------------------------------------- | ------------------------------------------------------- | ------------------------------------------------------- | ------------------------------------------------------- | ------------------------------------------------------- | --- | ------------------------------------------------------- |
| Ничья                                                   | 0-0-1                                                   | 5 августа 2022                                          | Фернандо Родригес (дебют)                               | «Бойцовский клуб РЕН ТВ»                                | Москва, Россия                                          | Итог апелляции (3)                                      | Соглавный бой вечера. Первоначальный результат — поражение Наврузова раздельным решением судей. После подачи апелляции он был пересмотрен и изменён на ничью | YouTube                                                 |

## Другая деятельность в боевых единоборствах
Наврузов неоднократно выступал в роли сокомментатора на турнирах по кулачным боям. Дебютировал в этом качестве 16 декабря 2020 года во время онлайн-трансляции шестого турнира Top Dog FC, а позже участвовал в трёх выпусках Hardcore FC — от 12 октября и 30 ноября 2021 года, а также 31 августа 2022 года. Помимо кулачных боёв, он также выступил сокомментатором на турнире по смешанным единоборствам лиги Hardcore MMA в выпуске от 26 января 2023 года.

## Участие в интернет-шоу и телепроектах
Наврузов принял участие в десятом выпуске второго сезона проекта «Подстава» от пранкера Гусейна Гасанова, в котором в рамках постановочного розыгрыша исполнил роль участника ОПГ и разбил битой лобовое стекло автомобиля BMW другого видеоблогера — Димы Гордея. Опубликован данный выпуск был 7 мая 2019 года на YouTube-канале Гасанова, где набрал 5 миллионов просмотров. 1 ноября того же года состоялась премьера третьей серии первого сезона сериала «Трудные подростки», в которой Наврузов появился в роли чемпиона мира по муай-тай, одного из трёх тренеров, проводящих занятие с главными героями в спортзале. На YouTube-канале онлайн-кинотеатра more.tv серия набрала 11,5 млн просмотров. С июня 2021 по апрель 2022 года он являлся участником (в апреле 2022 года — также соведущим) выпусков YouTube-канала Off-Side Cup — первой русскоязычной футбольной интернет-лиги, в которой медийные личности, профессиональные футболисты и любители соревнуются в преодолении различных испытаний с мячом за денежные и материальные призы. 29 декабря 2021 года сыграл вместе с Камилом Гаджиевым, Александром Мостовым и Марифом Пираевым в матче по мини-футболу за команду бойцовской лиги AMC Fight Nights против медиафутбольного клуба «На спорте», наиболее известными представителями которого тогда являлись Дмитрий Тарасов и рэпер T-killah. В мае 2022 года поучаствовал на Rutube-канале Concept Football, выступив соведущим второго выпуска реалити-шоу, посвящённого созданию медиафутбольной команды Rutube. В январе 2023 года состоялся выход шестого выпуска реалити-шоу «Путь бойца» от бойцовской лиги «Наше Дело», в котором Наврузов принял участие в качестве одного из тренеров участников шоу.

## Личная жизнь
Воспитывает сына Ахилле́са от фотографа Дарьи Наумовой.